# Olympische Jugend-Sommerspiele 2018/Teilnehmer (Philippinen)
| Gelbes Symbol für Goldmedaillen mit stilisierten Olympischen Ringen | Graues Symbol für Silbermedaillen mit stilisierten Olympischen Ringen | Braundes Symbol für Bronzemedaillen mit stilisierten Olympischen Ringen |
| ------------------------------------------------------------------- | --------------------------------------------------------------------- | ----------------------------------------------------------------------- |
| —                                                                   | 1                                                                     | —                                                                       |

Die Jugend-Olympiamannschaft der Philippinen für die III. Olympischen Jugend-Sommerspiele vom 6. bis 18. Oktober 2018 in Buenos Aires (Argentinien) bestand aus sieben Athleten.

## Athleten nach Sportarten

### Bogenschießen
Mädchen
- Nicole Tagle
Einzel: 17. Platz
Mixed: 5. Platz (mit Hendrik Õun  Estland)

### Fechten
Jungen
- Lawrence Tan
Florett Einzel: 10. Platz

### Golf
| Mädchen - Yuka Sasō Einzel: 4. Platz Mixed: 20. Platz | Jungen - Carl Corpus Einzel: 16. Platz Mixed: 20. Platz |

### Schwimmen
Mädchen
- Nicole Oliva
100 m Freistil: 26. Platz
200 m Freistil: 7. Platz
400 m Freistil: 6. Platz
800 m Freistil: 11. Platz

### Segeln
Jungen
- Christian Tio
Kiteboarding: Silber

### Tischtennis
Jungen
- Jann Nayre
Einzel: 25. Platz
Mixed: 17. Platz (mit Annika Lundström  Finnland)